# Oliver Rappoport
Oliver Rappoport (Málaga, España, 26 de agosto de 1980) es un compositor español de música clásica.

## Biografía
En su infancia residió en San Marcos Sierras (Argentina) donde estudió piano y Santiago de Chile donde inició estudios de composición, más adelante se trasladó a la ciudad de Barcelona en España. Ha completado estudios en París, Berlín y otras ciudades europeas. Actualmente es codirector del Festival Mixtur de música contemporána en Barcelona junto a Oriol Saladrigues.

## Estudios
Titulado en la ESMuC de Barcelona, estudiando con los compositores: Agustín Charles, Helmut Lachenmann, Luís Naón y Gabriel Brncic. Ha participado en diversos cursos impartidos entre otros por Jonathan Harvey, López López, Maresz, Mauricio Sotelo y Magnus Lindberg entre otros. Completa los estudios Superiores de Composición en el CNSMP con la beca de intercambio europeo Sócrates/Erasmus con el compositor Emmanuel Nunes. Amplía sus estudios en el IRCAM de París y en la Technische Universität de Berlín. Ha recibido becas del Gobierno Español, Fundación Antonio Gala, Junta de Andalucía, Comunidad Europea, Fundación Phonos y Fundación Caja Madrid.

## Reconocimientos
- 1.er Premio del Concurso Internacional para Jóvenes Compositores de la SGAE Fundación Autor
- Premio de Composición del Colegio de España
- Ha sido compositor residente del JIC, de la JONDE y del CDMC.
- Ha sido seleccionado por la SIMC de Francia, para el 5º Forum de “Jóvenes Compositores”
- Premio Franz Liszt Stipendiat de Weimar, Alemania.
- Seleccionado por el FONCA y el Ministerio de Relaciones Exteriores de España para una Residencia Iberoamiericana de 3 meses en México.

## Composiciones
Ha recibido encargos de Auditorio Nacional de Música, Sonor Ensemble, CDMC, Ensemble BCN 216, Catedral de Barcelona, Fesival Nous Sons, Fundación PHONOS,CNDM, Ernst von Siemens Musikstiftung entre otros. 
ORQUESTA 
- 2009 Metanoia (Orquesta a 3) 12'
ENSEMBLE
- 2018 Cuarteto para guitarras No.1 11'
- 2017 Blue II  9'
Fl/Sax/Bass Cl./Perc/Pno
- 2013/2014 Preludio
(Cl, Pno, Vl, Vla, Vc, Cb)  7' 
- 2012 Quintet 
(Fl in G, Bass Cl, T. Sax, Vl and Vc) 6'
-2009-10 Reflejos del Silencio 
(Bass Cl., Perc., Pno, Vl, Vla, Vc, Cb) 12'
-2008 Senderos (Fl, Bass Cl., Perc, Pno, Vl y Vc) 11'
-2005 La degradación de los rasgos
(Fl, 2Cl, Sax, Tbn, Tba, 2 Perc, Vl, Vla, Vc, Cb). 12'
-2003 Satrotupeco 
(For Sax, Trpt, Trb, Tba, Perc., and Cb).
VOCAL 
-2007 Introspección (SATB). 10'
CAMARA 
- 2014 Dúo for Violin and piano 12'
-2006 Distancia, recuerdos y olvido 
(3 Clarinetes en Sib). 7`
-2003 Laberinto (Fl. / Cl. en Sib). 6`
SOLO  
-2011 Estratos de la memoria (Catarsis V) (Video opcional) 13`
-2009 Catarsis IV (Bass Clarinet). 6`
-2008 Catarsis III 
(Fl, en G, ectronica y video*). 7`
- Video: Ángel Raposo.

-2007 Catarsis II 
(For Trombone, Electroacoustic and Video*). 9`
- Video: Ángel Raposo.

-2004 Catarsis I (Sax Alt.). 6`
ELECTRO
- 2007 Mini descarga
- 2007 La Sociedad de la Farándula (Multidisciplinar Installation)
Iago Eireos: Plastist Artist.
Enrique Olmos: Playwright.
Oliver Rappoport: Music in 5 differents spaces.
- 2005 Identités (Electroacoustic).
- 2003/4 NO HAY OLVIDO (Electroacoustic).
INTERDISCIPLINAR
- 2015 LEVIATÁN 45’ 
Dramaturgia: Oliver Rappoport y Rubén Vejabalbán
Música: Oliver Rappoport
Dirección escénica: Rubén Vejabalbán
Músicos: Cl, Sax, Perc, Electr.
Danza y Video 
-2012 Estudio performantico Interdisciplianr 1 -  35’ 
5 Músicos: Fl, Cl, Sax, Vl and Vc
1 Actor
1 Danza
1 video artist

## Otras actividades
Además de su faceta como compositor, es Codirector del Festival MIXTUR de Barcelona.